# Rohrvorholer
Ein Rohrvorholer ist ein Bestandteil der Oberlafette von Geschützen mit Rohrrücklauf.
Bei der Verwendung von Federn spricht man von einem hydromechanischen, bei der Verwendung von Gasdruck von einem hydropneumatischen System. Der in der Rohrwiege angebrachte Rohrvorholer dient dazu, nach Ende des durch die Rohrbremse gedämpften und begrenzten Rohrrücklaufs das Rohr wieder in seine Ausgangsposition zu bringen.

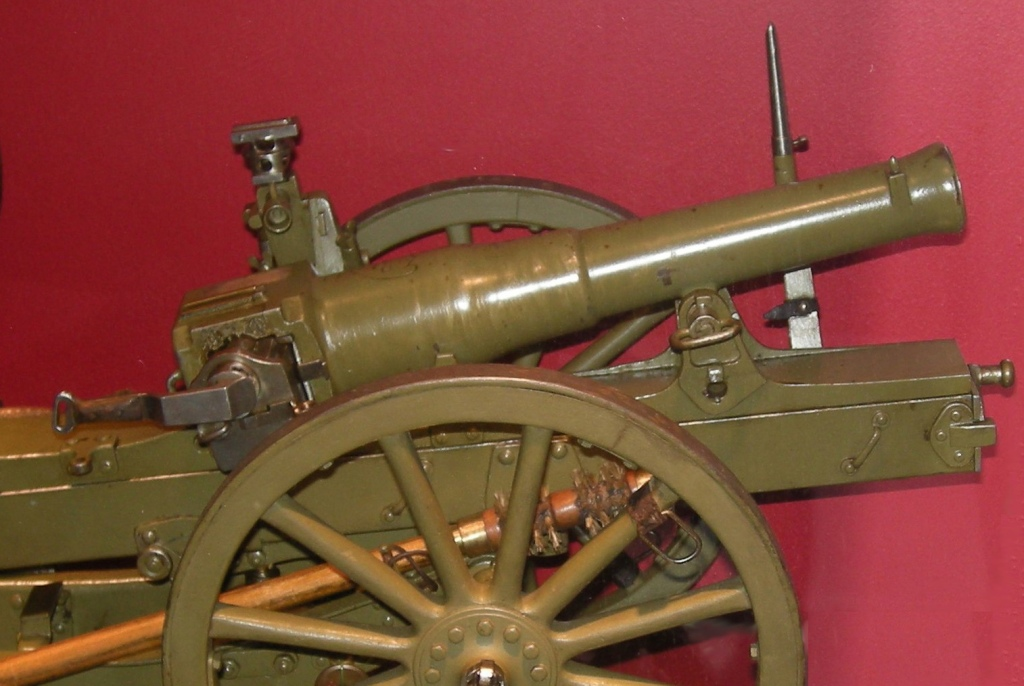
Krupp Gebirgskanone 1906, unter dem auf Elevation gestellten Rohr die Rohrwiege

Dazu wird bei hydromechanischen Systemen beim Rücklauf des Rohres durch den Rückstoß eine Feder gespannt, die sich nach Rücklaufende entspannt und das Rohr vorschiebt.
Bei hydropneumatischen Systemen sind Rohrbremse und -vorholer miteinander verbunden: Beim Rohrrücklauf drückt der Bremskolben der Rohrbremse Bremsflüssigkeit in den Rohrvorholer, in welchem dadurch hinter einem Kolben Stickstoffgas komprimiert wird. Die anschließende Ausdehnung des Gases bewirkt die Zurückführung des Rohres in die Ausgangsposition.